# Párhuzamos evolúció
Az evolúció során a párhuzamos evolúció azt jelenti, hogy a közeli rokonságban álló fajoknál egymástól függetlenül hasonló jellegzetességek fejlődnek ki. Nem azonos a konvergens evolúcióval, mert annak során egymással közeli rokonságban nem álló élőlényeknél alakulnak ki meglepő hasonlóságok.
A párhuzamos evolúció látványos példáját láthatjuk az emlősök két fő ágánál, a méhlepényeseknél és az erszényeseknél, amelyek független fejlődési utat kezdtek követni azután, hogy a kréta kor végén élt kezdetleges emlős őseik különváltak. (A méhlepényesek kifejlett egyedeket hoznak világra, míg az erszényesek korán szülik meg és erszényükben nevelik fel utódaikat.) Ausztráliában az emlősök a méhlepényesektől elszigetelődve fejlődtek, számos hasonló formát öltve, mint például a hangyász, a vakond, a mókus, az oroszlán és a farkas erszényes változata. Nagyjából ugyanez zajlott le Dél-Amerikában is, ahol szintén számos hasonló emlős fejlődött ki, független úton.
A párhuzamos evolúció megkülönböztetendő a konvergens evolúciótól és az evolúciós váltástól. A konvergens evolúció során nem rokoni fejlődési ágakon alakulnak ki hasonló jellemzők (madarak és denevérek szárnya).
A konvergens evolúcióhoz hasonló az evolúciós váltás, amely szerint hasonló ökoszisztémákban, különböző időszakokban hasonló tulajdonságok fejlődnek ki (cápák és Ichthyosaurusok hátuszonya).

## Példák
- A növényvilágban a legismertebb példa a párhuzamos evolúcióra a levelek változatos formáinak különböző nemekben és családokban történő kialakulása.
- A lepkék szárnyának színezeténél számos hasonlóság található, a családokon belül és a családok között egyaránt.
- Az ó- és újvilági sündisznók közös őstől származnak, a tüskéik elrendezése mégis hasonló; ez szintén példa a párhuzamos evolúcióra, ahogyan a sünök és hangyászok fejlődése is.
- A kihalt őslovak és a szintén kihalt Paleotheres egyidejűleg, hasonló környezetben történt fejlődése.